# Rick Carlisle
Richard Preston Carlisle (* 27. Oktober 1959 in Ogdensburg, New York) ist ein US-amerikanischer Basketballtrainer und ehemaliger -spieler, er steht seit 2021 bei den Indiana Pacers in der National Basketball Association (NBA) als Head Coach  unter Vertrag. 2011 gewann er als Coach der Dallas Mavericks die NBA-Meisterschaft.

## Spielerkarriere
Carlisle besuchte für ein Jahr die Worcester Academy und spielte danach zwischen 1979 und 1981 College-Basketball an der University of Maine, ehe er 1982 an die University of Virginia wechselte. Als Co-Kapitän führte er das Team der Virginia Cavaliers 1984 ins Final Four der NCAA-Meisterschaft.
Im anschließenden NBA Draft 1984 wurde Carlisle in der dritten Runde an 70. Stelle von den Boston Celtics ausgewählt. Bei den Celtics spielte er an der Seite von NBA-Legenden wie Larry Bird, Kevin McHale oder Robert Parish und gewann in der Saison 1985/86 die NBA-Meisterschaft. Im Sommer 1987 unterzeichnete Carlisle einen Vertrag bei den New York Knicks. Nach einer langwierigen Schulterverletzung absolvierte er im November 1989 noch fünf Spiele für die New Jersey Nets, bevor er seine aktive Karriere beendete.

## Trainerkarriere
1989 zog er eine Traineroption, und trainierte die New Jersey Nets fünf Jahre lang unter Bill Fitch und Chuck Daly. Danach ging er für drei Saisons zu den Portland Trail Blazers, wo er Assistenztrainer unter P. J. Carlesimo war.
1997 ging Carlisle zu den Indiana Pacers, wo er als Assistenztrainer unter seinem früheren Mitspieler Larry Bird arbeitete. Während er die Indiana Pacers trainierte, verhalf er ihnen zu ihren drei besten Saisons überhaupt. Zuerst gelangten sie 1997/98 und 1998/99 jeweils bis in die Eastern Conference Finals (wo sie gegen die Chicago Bulls sowie die New York Knicks verloren).
In der Saison 1999/00 erreichten die Pacers erstmals die NBA-Finals und verloren gegen die Los Angeles Lakers. Larry Bird gab seinen Job auf und schlug Carlisle als seinen Nachfolger vor, doch Pacerspräsident Donnie Walsh gab Isiah Thomas stattdessen den Platz als Cheftrainer.

### Detroit Pistons
2001 unterschrieb Carlisle einen Vertrag bei den Detroit Pistons und begann seine Karriere als Cheftrainer. In zwei Saisons führte er die Pistons zu einer Siegquote von 61 % und wurde 2002 zum Trainer des Jahres ernannt. 2002/03 feuerten ihn die Pistons ein Jahr bevor sein Vertrag auslief und gaben stattdessen Larry Brown einen Vertrag. Ein Streit zwischen Carlisle und dem Teambesitzer war Grund der vorzeitigen Entlassung Carlisles.

### Indiana Pacers
In der Saison 2003/04 bekam Carlisle ein Angebot von den Indiana Pacers und wurde so zum neuen Cheftrainer. In seinem ersten Jahr führte er die Pacers zu ihrer besten Saison mit 61 Siegen, 21 Niederlagen und einer Siegquote von 74,4 %. In den ersten beiden Runden der Playoffs schlugen sie die Boston Celtics und Miami Heat, bis sie schließlich den Detroit Pistons unterlegen waren.
Nachdem die Pacers in der Saison 2006/07 mit einem Minusrekord (35 Siege, 47 Niederlagen) erstmals seit 1997 die Playoffs verpassten, endete Carlisles Laufbahn als Pacers-Coach. Es ist unklar, ob er gefeuert wurde oder selbst gegangen ist. Am 12. Juni 2007 gab er seine Stellung als Vize-Präsident bei den Pacers auf.
Anschließend erhielt er eine Anstellung als Studioanalyst bei ESPN.

### Dallas Mavericks

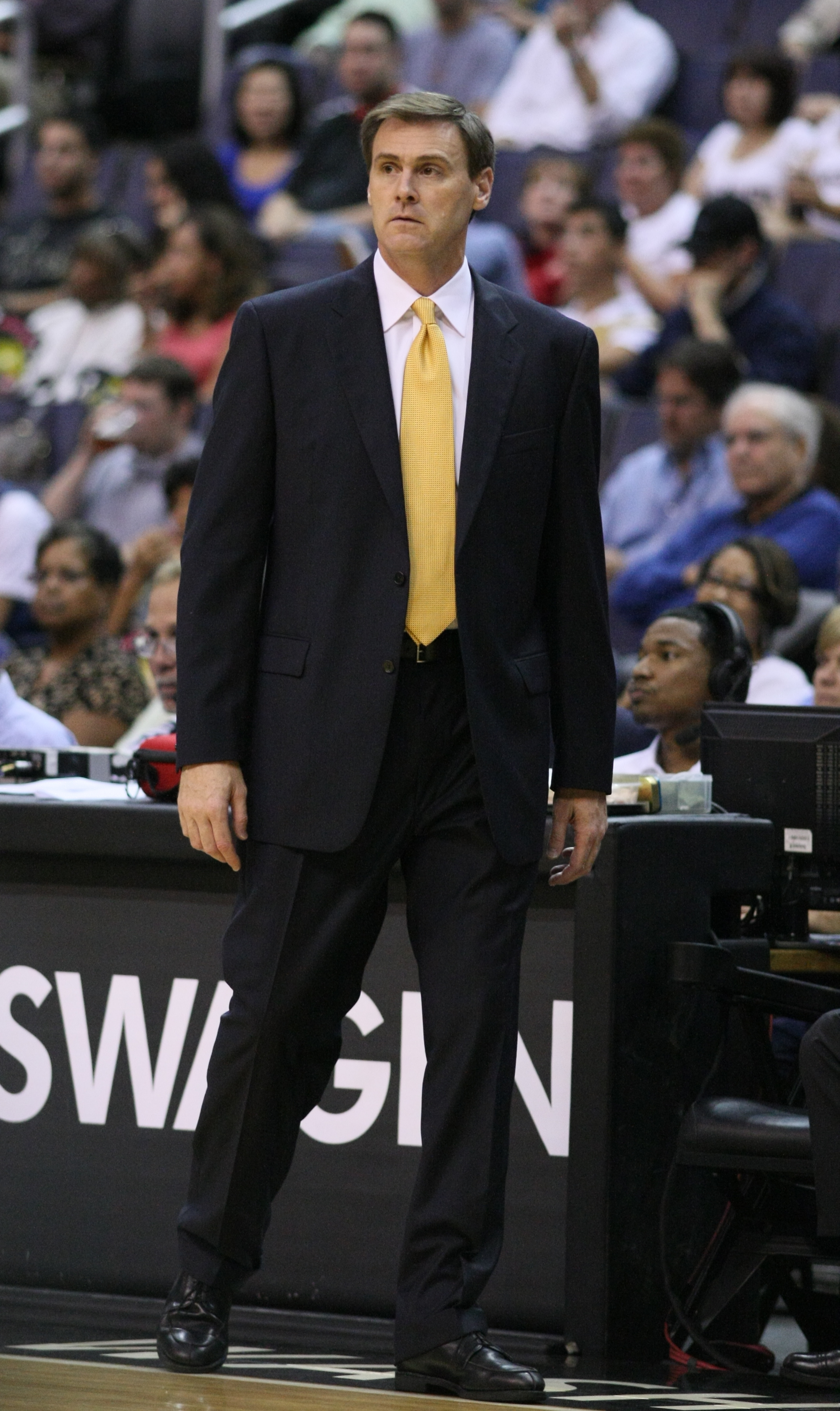
Carlisle im Jahr 2009

Carlisle unterzeichnete am 9. Mai 2008 bei den bisher von Avery Johnson trainierten Dallas Mavericks einen Vierjahresvertrag. Nachdem die ersten zwei Jahre in den Playoffs wenig erfolgreich verlaufen waren, führte er die Mavericks 2011 zu ihrer ersten NBA-Meisterschaft. Kurz nach der Saison 2011/12 unterzeichnete er einen neuen Vertrag bei den Mavs. Mit dem Erfolg der Mavericks am 1. Februar 2020 gegen die Atlanta Hawks (123:100) feierte Carlisle seinen 500. Sieg als Trainer bei den Mavericks in der NBA.
Am 18. Juni 2021 wurde bekanntgegeben, dass Carlisle nicht als Trainer zu den Mavericks zurückkehren würde.